# Amphiprion barberi
Amphiprion barberi — вид окунеподібних риб родини Помацентрові (Pomacentridae). Названий у честь доктора Пола Барбера з Бостонського університету, США, за його внесок у дослідження генетичних зв'язків індо-тихоокеанського організмів, що мешкають на коралових рифах. Сягає 10 см довжини.

## Спосіб життя
Мешкає серед коралових рифів на глибині 2-10 м. Знаходиться у симбіозі з актиніями Entacmaea quadricolor (Rüppell & Leuckart, 1828) або Heteractis crispa (Ehrenberg, 1834).

## Розповсюдження
Поширений у центральній частині Тихого океану: Фіджі, Тонга і Американське Самоа.